# Ein starkes Team: Verzockt
Verzockt ist ein deutscher Fernsehfilm von Bogdana Vera Lorenz aus dem Jahr 2024. Es handelt sich um die 97. Folge der Krimiserie Ein starkes Team mit Florian Martens und Stefanie Stappenbeck in den Hauptrollen. Es ist der dreiunddreißigste Einsatz von Linett Wachow an der Seite von Otto Garber. Die Erstausstrahlung der Episode erfolgte am 19. Oktober 2024 im ZDF.

## Handlung
Linett Wachow und Otto Garber ermitteln im Todesfall der Anwältin Anna Vogt, die in einem ausgebrannten Autowrack, völlig bis zur Unkenntlichkeit entstellt, geborgen wird. Aufgrund fehlender Bremsspuren gehen die Ermittler von Mord aus. Der mitgeführte Schmuck lässt zwar den Lebensgefährten Tobias Sommer sicher sein, dass es sich um seine Frau handelt, jedoch finden Wachow und Garber heraus, dass dem doch nicht so ist, denn Anna Vogt hatte ein künstliches Kniegelenk, was bei der Leiche nicht gefunden wurde. Dies lässt auch ihren, Kollegen, Kriminaloberkommissar Sebastian Klöckner aufatmen, denn Anna Vogt war einst seine große Liebe. Dementsprechend ist er sehr daran interessiert, die Wahrheit herauszufinden. Auf der Suche nach der Identität der gefundenen Leiche erhärtet sich der Hinweis auf eine obdachlose Frau, die fast niemand vermisst. Der Ermittler gehen daher von einem versuchten Versicherungsbetrug aus und observieren Vogts Lebensgefährten, Tobias Sommer. Dabei beobachten sie, wie Sommer offensichtlich Brieftauben nutzt, um mit Vogt Kontakt zu halten. Klöckner findet sie so am alten Taubenschlag wieder, der ihm aus der Zeit mit Vogt bekannt ist und stellt sie zur Rede. Sie gesteht, dass sie in kriminelle Machenschaften verstrickt ist. Nach dem Verkauf einer Immobilie für 14 Millionen Euro sei sie so massiv bedroht worden, dass sie um ihr Leben fürchten musste. Da man Unterlagen von ihr forderte und sie Angst vor der Bedrohung hatte, hätte sie eine ihr bekannte Obdachlose angesprochen, diese Unterlagen aus ihrem Büro zu holen. Obwohl das sehr unglaubwürdig klingt, gibt es Hinweise auf eine „russische“ Bedrohung. Einer weiteren Befragung entzieht sich Vogt durch Flucht und taucht unter. Sommer wird deshalb weiter überwacht, aber Klöckner findet eine Möglichkeit auch auf anderem Weg Vogt aufzuspüren. So wie es aussieht, will sie sich von Sommer trennen und hält sich auch deshalb versteckt. Ehe Garber und Wachow bei Vogt eintreffen, wird sie entführt, denn der Käufer der Immobilie, Kai Sachmann, fordert sein Geld zurück. Die Ermittler treffen aber rechtzeitig ein und können Vogt befreien. Sachmann wird festgenommen und beteuert die Frau im Büro nur niedergeschlagen zu haben. Als er mit den Unterlagen den Raum verlassen hätte, habe sie noch gelebt. Vogt kann dies nicht bestätigen. Sie hätte gemeinsam mit Sommer die Frau tot vorgefunden, allerdings sei sie erst später als Sommer in das Büro dazu gekommen. Sommer sei auf die Idee gekommen ihren Tod zu inszeniert, um sich abzusetzen und den Millionen ein neues Leben anzufangen. Dass er eventuell den Mord begangen haben könnte gibt ihr zu denken und sie lässt sich überreden, ihm eine Falle zu stellen. Sie spricht mit ihm über die Geschichte, während alle Gespräche im Haus über den Observierungswagen vor der Tür mitgehört werden. So gibt er die Tat zu und wird daraufhin von Garber und Wachow festgenommen.

## Nebenhandlung
Sputnik, der als Running Gag der Krimireihe interagiert, handelt dieses Mal mit echtem russischen Kaviar zu sensationell günstigen Preisen. Er muss aber schnell feststellen, dass  der Weiterverkauf von Waren aus Russland derzeit stockt.
Otto Garber ist irritiert, weil die Gerichtsmedizinerin Dr. Gabriele Simkeit, ihm gegenüber plötzlich zurückhaltend geworden ist. Als er sie darauf anspricht, eröffnet sie ihm eine Krebsdiagnose, die sie gerade erhalten  und noch nicht verarbeitet hat. Das bringt Garber dazu, sich etwas mehr um seine Kollegin zu kümmern und seine Reserviertheit abzulegen. Nachdem sich der diagnostizierte Tumor als gutartig herausstellt, kehrt sie zu ihren alten Annäherungsversuchen Garber gegenüber zurück.

## Produktionsnotizen
Die Dreharbeiten für Verzockt erstreckten sich vom 6. März 2023 bis zum 5. April 2023 und fanden in Berlin und Umgebung statt. In der ZDF Mediathek wurde der Film ab dem 12. Oktober 2024 vorab zur Verfügung gestellt. Die Erstausstrahlung erfolgte zur Hauptsendezeit am 19. Oktober 2024 im ZDF.
Matthi Faust hat hier als Kriminaloberkommissar Sebastian Klöckner seinen letzten Auftritt. Ab 2017 spielte er in 27 Filmen der Reihe mit.

## Rezeption

### Einschaltquote
Die Erstausstrahlung von Ein starkes Team: Verzockt am 19. Oktober 2024 im ZDF erreichte 6,88 Millionen Zuschauer und damit einen Marktanteil von 27,6 Prozent.

### Kritik
Oliver Armknecht von film-rezensionen.de meinte, die Episode „beginnt ganz klassisch mit dem Fund einer Leiche, bis sich herausstellt, dass die Geschichte ganz anders ist. Wendungen hat der Krimi einige. Dennoch hinterlässt die Folge keinen größeren Eindruck, da hier etwas zu beliebig einzelne Themen zusammengeworfen wurden, ohne dass dabei Spannung entstehen würde.“ Zudem gäbe es wenig Humor und das sei „ein Punkt, der eigentlich zur Reihe gehört. Es gibt zwar den obligatorischen Auftritt von Sputnik (Jaecki Schwarz), der aber ebenso beliebig ist wie der Versuch, im Team für mehr Dramatik zu sorgen.“
Für Tittelbach.tv wertete Tilmann P. Gangloff, der den Krimi als eine „eine fesselnde Geschichte“ lobte. „Die Bildgestaltung ist von großer Sorgfalt und auch ästhetisch interessant, die Handlung erfreut durch diverse Überraschungen, das um Claudia Eisinger ergänzte Ensemble ist sehenswert wie stets.“ Auch die Bildgestaltung von Henning Jessel lobt der Kritiker: „Die ist von großer Sorgfalt und auch ästhetisch interessant; gerade der Gegensatz zwischen den düsteren Szenen in der Rechtsmedizin und den sachlichen Reviergesprächen einerseits sowie den zum Teil überhellen Außenaufnahmen andererseits ist schlicht, aber wirkungsvoll.“
Susanne Bald urteilte für Prisma.de und schrieb: „‚Verzockt‘ ist ein klassischer Krimi, der einmal mehr von dem für die Reihe typischen Mix aus solider Spannung und authentischem Witz lebt – für den hauptsächlich Florian Martens als Otto Garber zuständig ist, gerne auch in Verbindung mit dessen altem Kumpel ‚Sputnik‘ (Jaecki Schwarz).“
Bei quotenmeter.de schrieb Mario Thunert: „Der neuste Film der langläufigen Krimi-Reihe krallte sich erwartbarer Weise die Marktführerschaft beim Gesamtpublikum.“